# Den lilla herdinnan
Den lilla herdinnan är en oljemålning från 1889 av den franske konstnären William Bouguereau. Den avbildar en flicka i tonåren som håller i en pinne bakom sina axlar. Flickans uttryck är tämligen neutralt och ger ett intryck av att hon väntar på en arbetskamrat. Trots att hon avbildas som någon som arbetar ute i fält avbildas hon som renlig, och hennes hår är mycket välvårdat för att föreställa någon som arbetar ute på fälten.
Målningen såldes av Bouguereau till en amerikansk samlare år 1889 och bytte därefter ägare ett flertal gånger under 1900-talet. År 1947 donerades målningen till Philbrook Museum of Art i Tulsa, Oklahoma. Målningen är ett av museets mest framstående verk och tillhör dess permanenta kollektion.